# Meurtre de Tia Rigg
Tia Rigg (4 janvier 1998 - 3 avril 2010) était une fille qui a été tuée à Cheetham Hill, Manchester, Angleterre le 3 avril 2010. Rigg, 12 ans, a été torturée, violée et assassinée par son oncle maternel, John Maden.
Le 4 octobre 2010, Maden, 38 ans, qui avait plaidé coupable du crime, a été condamné à la réclusion à perpétuité avec une recommandation de ne jamais le libérer, ce qui signifie qu'il restera probablement en prison jusqu'à sa mort.
Lors de la condamnation, le juge Keith a déclaré: "C'est l'un de ces cas exceptionnels dans lesquels la seule peine juste vous oblige à être emprisonné pour le reste de votre vie."